# Marcel Prade
Marcel Prade est un ingénieur des ponts et chaussées français auteur de plusieurs ouvrages sur l'histoire des ponts.

## Ouvrages
- Histoire du chemin Boisne : La route romaine Périgueux-Saintes à travers les âges  (ill. Roger Maupin), éd. La Péruse, 1998, 82 p.
- Ponts remarquables d'Europe  (ill. Roger Maupin), Poitiers, Brissaud, 1990, 428 p.
- Les ponts monuments historiques : inventaire, description, histoire des ponts et ponts-aqueducs de France protégés au titre des monuments historiques  (ill. Roger Maupin), Poitiers, Brissaud, 1988, 2e éd., 429 p.

- Ponts et viaducs au XIXe siècle : techniques nouvelles et grandes réalisations françaises, Poitiers, Brissaud, 1988, 407 p.

- Les grands ponts du monde : deuxième partie : Hors d'Europe  (ill. Roger Maupin), Poitiers, Brissaud, 1992, 312 p.

- Histoire administrative des ponts de Paris, Paris, Ministère des Transports, 1982.